# Държавно устройство на Алжир
Алжирската народно-демократична република е полупрезидентска република.

## Президент
Президентът на Алжир се избира за срок от 5 години. При невъзможност да изпълнява функциите си или подаване на оставка функциите на президента изпълнява председателят на Националния съвет (горната палата на парламента), който е длъжен в срок от 60 дни да организира и проведе президентски избори.

## Изпълнителна власт
Съгласно член 91 от Конституцията на Алжир (ред. 2008, 2016 г.) президентът председателства Министерския съвет.
След консултация с парламентарното мнозинство президентът назначава и уволнява първия министър, членовете на правителството (след консултация с премиера), както и генералния секретар на правителството. Премиерът (първият министър) координира дейността на правителството.

## Законодателна власт
Законодателната власт в Алжир е представена от двукамарен парламент.
Горната камара е Националният съвет, който се състои от 144 сенатори, 2/3 от които се избират непряко, а президентът назначава останалата 1/3 от тях, включително и председателя на камарата.
Долната камара е Народното събрание, което се състои от 462 депутати, избирани всеки 5 години на общи преки избори. Броят на депутатите е променлив, тъй като се избират пропорционално от населението, като всеки депутат представлява максимум 80 000 избиратели.

## Съдебна власт
Върховният съд регулира дейността на съдилищата от различни видове и равнища. Председателства се от президента на Републиката, а министърът на правосъдието е заместник-председател.
Държавнят съвет контролира административната съдебна система.